# Az-Zijara
Az-Zijara (arab. الزيارة) – miasto w Syrii, w muhafazie Hama. W 2004 roku liczyło 3541 mieszkańców.